# 대러동지회
대러동지회(일본어: 対露同志会 타이로도우시카이[*])는 러일전쟁 전야에 러시아와에 대한 조기 개전론을 주창한 일본의 아시아주의 단체다. 회장은 고노에 아쓰마로, 위원장은 코무치 토모츠네였다.
의화단의 난 이후 러시아군이 만주에 주둔하게 되자 당시 귀족원 의장 고노에는 메이지 정부에 강경책을 신청하지만 기각되었다. 이에 고노에는 여론을 환기하기 위해 국민동맹회를 결성했다. 이 모임은 1902년 청나라와 러시아 사이에서 만주 환급에 관한 러청협약이 체결되어 일단 해산되었다. 하지만 고노에의 행동에 주목한 국수주의자나 대외강경파들이 고노에 주변에 모이게 되었다.
1903년 러시아가 철군계획을 중지하자 고노에 및 그 주변에서 활동재개 움직임이 높아지고, 대외경동지회(対外硬同志会)를 결성, 4월 8일 우에노 공원에서 대회를 열었다. 토미즈 히론도 등이 칠박사 건백사건을 일으키자 고노에 등도 활동을 활성화시키고, 8월 9일 칸다 킨키관에서 다시 대회를 열고 대러동지회를 창단했다. 하지만 고노에는 병중이어서 대리를 할 책임자로 전 법제국장관 코무치를 위원장으로 지명하고, 토야마 미츠루, 우치다 료헤이, 히라오카 코타로 등 우익 거물들과 이후 러일전쟁에서 활약하는 하나다 나카노스케 같은 주전파 군인들을 포섭, 토야마 등 7명을 고문으로 위촉했다. 10월 5일에는 카부키자에서 전국대회를 개최하고 대러 선전포고를 요구, 상주하는 결의를 했다.
이듬해인 1904년 1월 1일, 회장 고노에가 급서, 2월 6일에 일본이 러시아에 선전포고를 함으로써 대표자 부재와 목적 달성을 이유로 해산되었다. 또 위원장 코무치도 전쟁 도중인 1905년 6월 21일 병사했다. 하지만 나머지 간부들은 포츠머스 회담 때 강화문제동지연합회(講和問題同志連合会)를 만들고 러시아에 대한 양보에 반대하는 운동을 일으켰다.

## 참고 자료
- 山名正二著『日露戦争秘史・満州義軍』月刊満州社東京出版部、1942年